# Gustav Meyer (Gartenarchitekt)

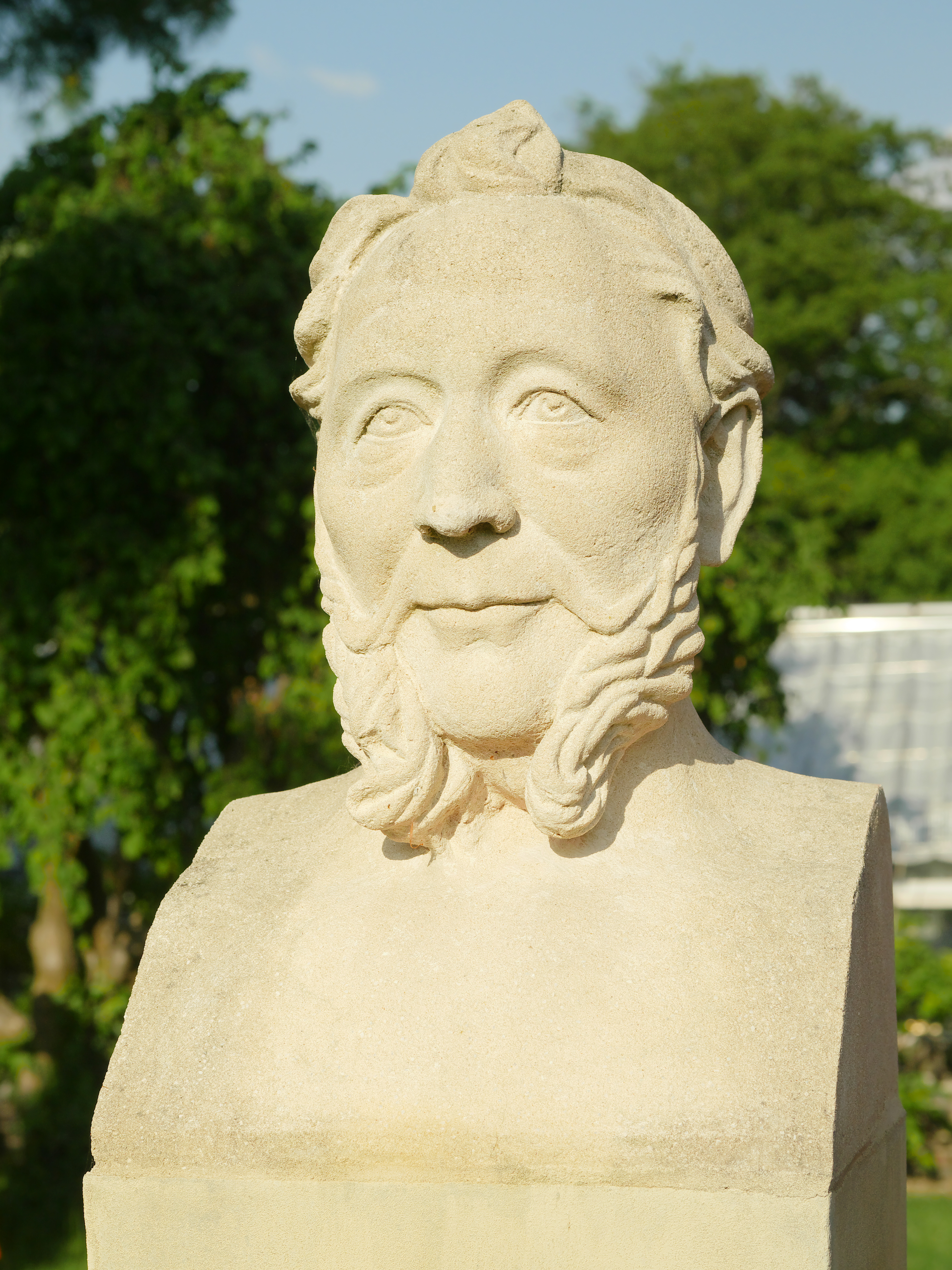
Büste von Meyer im Schaugarten des Instituts für Lebensmitteltechnologie und Lebensmittelchemie der Technischen Universität Berlin in Dahlem

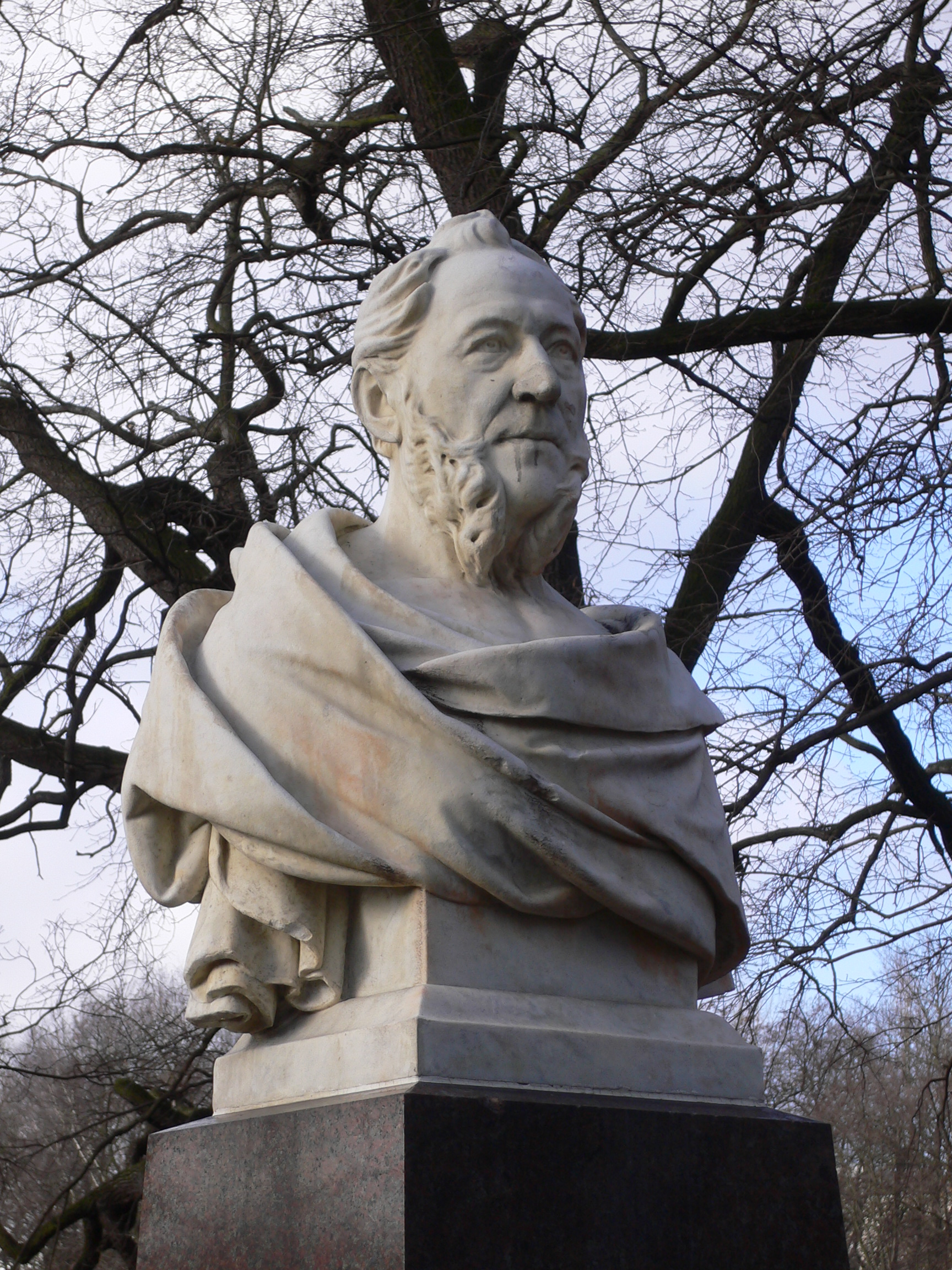
Büste Gustav Meyers von Albert Manthe im Treptower Park

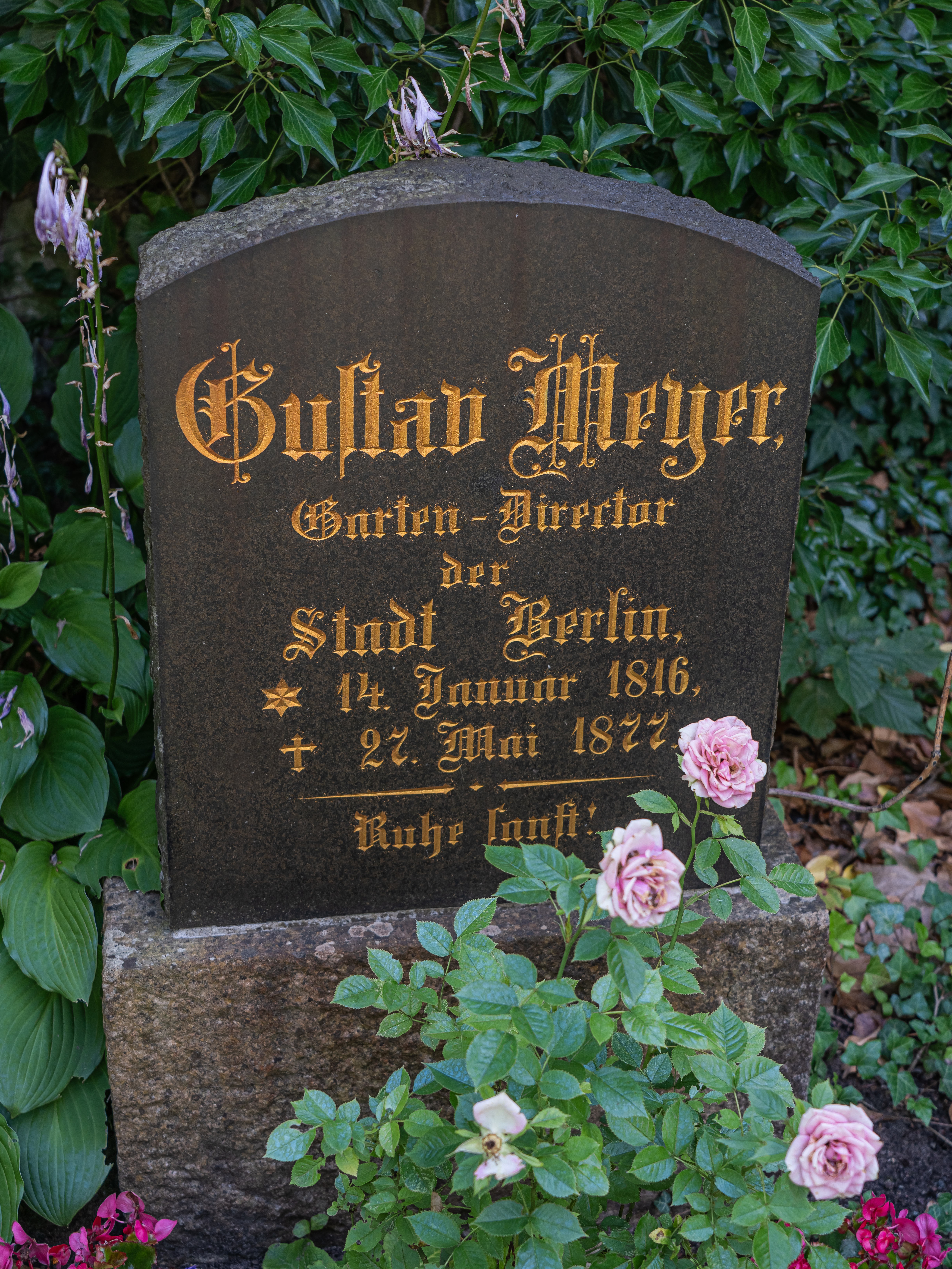
Grabstein in Potsdam, Neuer Friedhof

Johann Heinrich Gustav Meyer (* 14. Januar 1816 in Frauendorf, Kreis Sternberg; † 27. Mai 1877 in Berlin) war ein preußischer, deutscher Garten- und Landschaftsarchitekt sowie kommunaler Baubeamter. Als Städtischer Gartendirector zu Berlin schuf er als Erster Parks, die als Erholungsstätten für die einfachen Bürger der Stadt gedacht waren.

## Ausgeführte Pläne
Bekannte und zum Teil noch erhaltene Planungen von Gustav Meyer in Berlin sind der Volkspark Friedrichshain, der Volkspark Humboldthain, der Treptower Park, der Kleine Tiergarten, das Späth-Arboretum in Baumschulenweg und mehrere Promenaden. Auch entwarf er den Straßen- und Bebauungsplan der Villenkolonie Alsen im heutigen Berliner Ortsteil Wannsee. In der Prignitz gestaltete er für die Familie von Jagow den Schlosspark in Dallmin im landschaftlichen Stile um.

## Leben
Seine Ausbildung zum Gärtner absolvierte er im Alten Botanischen Garten. Von 1832 bis 1836 lernte Meyer an der Königlichen Gärtnerlehranstalt am Wildpark bei Potsdam, unter anderem bei Peter Joseph Lenné, für den er in der Folge weiter arbeitete. Lenné betraute ihn dann 1843 komplett mit der Leitung technischer Belange in seinem Büro. Meyer übernahm auch Lehrtätigkeiten im Plan- und Landschaftszeichnen, für Projektionslehre und Perspektive. Meyer und Lenné setzten die Wünsche Friedrich Wilhelms IV. um und verschönerten die Grünanlagen um Potsdam, bzw. legten sie neu an. Der von Lenné, Meyer und ihren Schülern geprägte Gestaltungsstil wird in der Gartenkunstgeschichte oft als „Lenné-Meyer-Schule“ oder „Gemischter Stil“ (sowohl streng geometrische als auch freie landschaftliche Formen enthaltend) bezeichnet. Meyer erhielt neben seiner Lehrtätigkeit auch die Stellung des Garten-Kondukteurs. Durch eine gewonnene Ausschreibung für die Gestaltung des Friedrichshains wurde dieser neue Park von 1846 bis 1848 nach seinen Entwürfen angelegt. 1859 wurde er zum Hofgärtner ernannt; er war 1859–1870 Hofgärtner im Marlygartenrevier.
Mit seinem neuartigen, modernen gartentheoretischen Werk Lehrbuch der schönen Gartenkunst war Gustav Meyer noch weit in das 20. Jahrhundert einflussreich und stilprägend:
Das Lehrbuch der schönen Gartenkunst, 1859/60 erstmals erschienen, wurde von Gustav Meyer für die damals führende Königliche Gärtner-Lehranstalt in Potsdam verfasst. Auf den ersten Blick stellt es die kritische Auseinandersetzung Meyers mit gartentheoretischen Vorstellungen seines Lehrers Peter Joseph Lenné (1789–1866) dar. Die Texterschließung jedoch zeigt, dass es sich mit dem Lehrbuch der schönen Gartenkunst um eine neuartige gartenkünstlerische Anleitung handelt, welche die bislang in der Gartenkunst kaum beachtete Stilrichtung des Naturalismus formuliert. Gustav Meyer hat diesen Naturalismus historistisch begründet: In einer erstaunlich weit ausholenden quellenkundlichen Kunstgeschichte zeigte er neben der antiken, italienischen, französischen und englischen Genese die Gartenkunst Chinas als Vorbild für den von ihm geschaffenen naturalistischen Gartenstil. Meyers naturalistische Gartentheorie schöpfte aus dem reichen naturwissenschaftlich-literarischen „Naturgemälde“, wie es Alexander von Humboldt in seinem Spätwerk „Kosmos“ entworfen hatte. Dass Schopenhauers „Welt als Wille und Vorstellung“ als Schlusspunkt für Meyers neuartige Ästhetik des Naturalismus diente, darf als unerwartete Entdeckung gewertet werden.
Nach Lennés Tod durfte Meyer jedoch dessen Amt nicht übernehmen. Als in Berlin 1870 eine Deputation für städtische Park- und Gartenanlagen (Berliner Gartenbauamt) gebildet wurde, übernahm der Königliche Hofgärtner Gustav Meyer am 1. Juli des Jahres als Städtischer Gartendirector zu Berlin deren Leitung. Ab 1876 wurden die von Meyer schon vorher gemachten Planungen zum Treptower Park als Volksgarten umgesetzt.
Er starb 1877 und wurde auf dem Neuen Friedhof in der Saarmunder Straße, heute Heinrich-Mann-Allee 25, in Potsdam beigesetzt.
Sein Nachfolger im Gartenbauamt wurde Hermann Mächtig (1837–1909).

## Ehrungen
- Seit 1995 verleiht der Senat von Berlin alle zwei Jahre den Gustav-Meyer-Preis für hervorragend geplante, gebaute und gepflegte öffentliche Grün- und Parkanlagen in zwei Alterskategorien. Ausgezeichnet wurden beispielsweise der Von-der-Schulenburg-Park und der Grünzug Bullengraben.
- Eine im Südbereich des Humboldthains verlaufende Straße erhielt bereits am 8. März 1894 den Namen Gustav-Meyer-Allee.[4]
- Am Rand vom Volkspark Friedrichshain (Virchowstraße) befindet sich im Bötzowviertel (Prenzlauer Berg) ein Ehrenhain mit der Gustav-Meyer-Eiche und einer Peter-Joseph-Linné-Eiche.

## Schriften
- Lehrbuch der schönen Gartenkunst. Riegel, Berlin 1860. / 2. Auflage, Ernst & Korn, Berlin 1873. (Digitalisat) / als Nachdruck: Nicolaische Verlagsbuchhandlung, Berlin 1999, ISBN 3-87584-784-9.